# Пшедбож
Пшедбож (пољ. Przedbórz) град је у Пољској у Војводству лођском. По подацима из 2012. године број становника у месту је био 3737.

## Становништво
| 2012. |
| ----- |
| 3.737 |

## Партнерски градови
- Прибор

- Званични веб-сајт